# Bantu Mzwakali
Bantu Mzwakali, född 9 november 1993, är en sydafrikansk fotbollsspelare.

## Karriär
Den 23 januari 2020 värvades Mzwakali av IK Brage. I mars 2021 värvades Mzwakali av sydafrikanska Swallows, där han skrev på ett kontrakt över resten av säsongen.